# 寺家町 (横浜市)
寺家町（じけちょう）は、神奈川県横浜市青葉区の地名。「丁目」の設定のない単独町名である。住居表示未実施区域。

## 地理
横浜市青葉区北部に位置する。東に川崎市麻生区下麻生、西と北に町田市三輪町、南に鴨志田町と接している。川崎市麻生区下麻生3丁目内に寺家町の飛地がある。鶴見川左岸の飛地を除き全域が市街化調整区域となっている。

### 地価
住宅地の地価は、2024年（令和6年）7月1日の神奈川県県地価調査によれば、寺家町字居谷戸477番5外の地点で13万7000円/m²となっている。

## 歴史

### 沿革
- 1868年（慶応4年）6月17日 - 神奈川府が設置され、神奈川府都筑郡大場村となる。
- 1868年（明治元年）9月1日 - 神奈川府が神奈川県となり、神奈川県都筑郡石川村となる。
- 1889年（明治22年） - 都筑郡市ケ尾村、鴨志田村、下谷本村、上谷本村、成合村、寺家村、鉄村、黒須田村、西八朔村、北八朔村、小山村、青砥村および下麻生村の一部と合併し、都筑郡中里村大字寺家となる。
- 1939年（昭和14年）4月1日 - 横浜市に編入し、新市域の一部より港北区となる。また、大字が町となり、横浜市港北区寺家町となる[7]。
- 1969年（昭和44年）10月1日 - 港北区から緑区が分区。横浜市緑区寺家町となる[8]。
- 1969年（昭和44年）10月8日 - 耕地整理に伴い、鴨志田町の一部を編入する[9]。
- 1980年（昭和55年）3月29日 - 土地区画整理事業（鴨志田）[10]に伴い、一部を鴨志田町に編入する[11]。
- 1994年（平成6年）11月6日 - 港北区と緑区を再編し、青葉区と都筑区を新設。横浜市青葉区寺家町となる[12]。

### 町名の変遷
| 実施後 | 実施年月日               | 実施前（各町名ともその一部） |
| ------ | ------------------------ | ---------------------------- |
| 寺家町 | 1939年（昭和14年）4月1日 | 大字寺家                     |

## 世帯数と人口
2025年（令和7年）6月30日現在（横浜市発表）の世帯数と人口は以下の通りである。
| 町丁   | 世帯数  | 人口  |
| ------ | ------- | ----- |
| 寺家町 | 164世帯 | 345人 |

### 人口の変遷
国勢調査による人口の推移。
| 年                 | 人口 |
| ------------------ | ---- |
| 1995年（平成7年）  | 324  |
| 2000年（平成12年） | 313  |
| 2005年（平成17年） | 411  |
| 2010年（平成22年） | 408  |
| 2015年（平成27年） | 402  |
| 2020年（令和2年）  | 399  |

### 世帯数の変遷
国勢調査による世帯数の推移。
| 年                 | 世帯数 |
| ------------------ | ------ |
| 1995年（平成7年）  | 90     |
| 2000年（平成12年） | 85     |
| 2005年（平成17年） | 83     |
| 2010年（平成22年） | 97     |
| 2015年（平成27年） | 107    |
| 2020年（令和2年）  | 111    |

## 学区
市立小・中学校に通う場合、学区は以下の通りとなる（2024年11月時点）。
| 番地 | 小学校                 | 中学校               |
| ---- | ---------------------- | -------------------- |
| 全域 | 横浜市立鴨志田緑小学校 | 横浜市立鴨志田中学校 |

## 事業所
2021年（令和3年）現在の経済センサス調査による事業所数と従業員数は以下の通りである。
| 町丁   | 事業所数 | 従業員数 |
| ------ | -------- | -------- |
| 寺家町 | 62事業所 | 484人    |

### 事業者数の変遷
経済センサスによる事業所数の推移。
| 年                 | 事業者数 |
| ------------------ | -------- |
| 2016年（平成28年） | 68       |
| 2021年（令和3年）  | 62       |

### 従業員数の変遷
経済センサスによる従業員数の推移。
| 年                 | 従業員数 |
| ------------------ | -------- |
| 2016年（平成28年） | 501      |
| 2021年（令和3年）  | 484      |

## 施設
- 寺家ふるさと村
- 寺家古墳群 - 寺家ふるさと村北側の山上に所在。

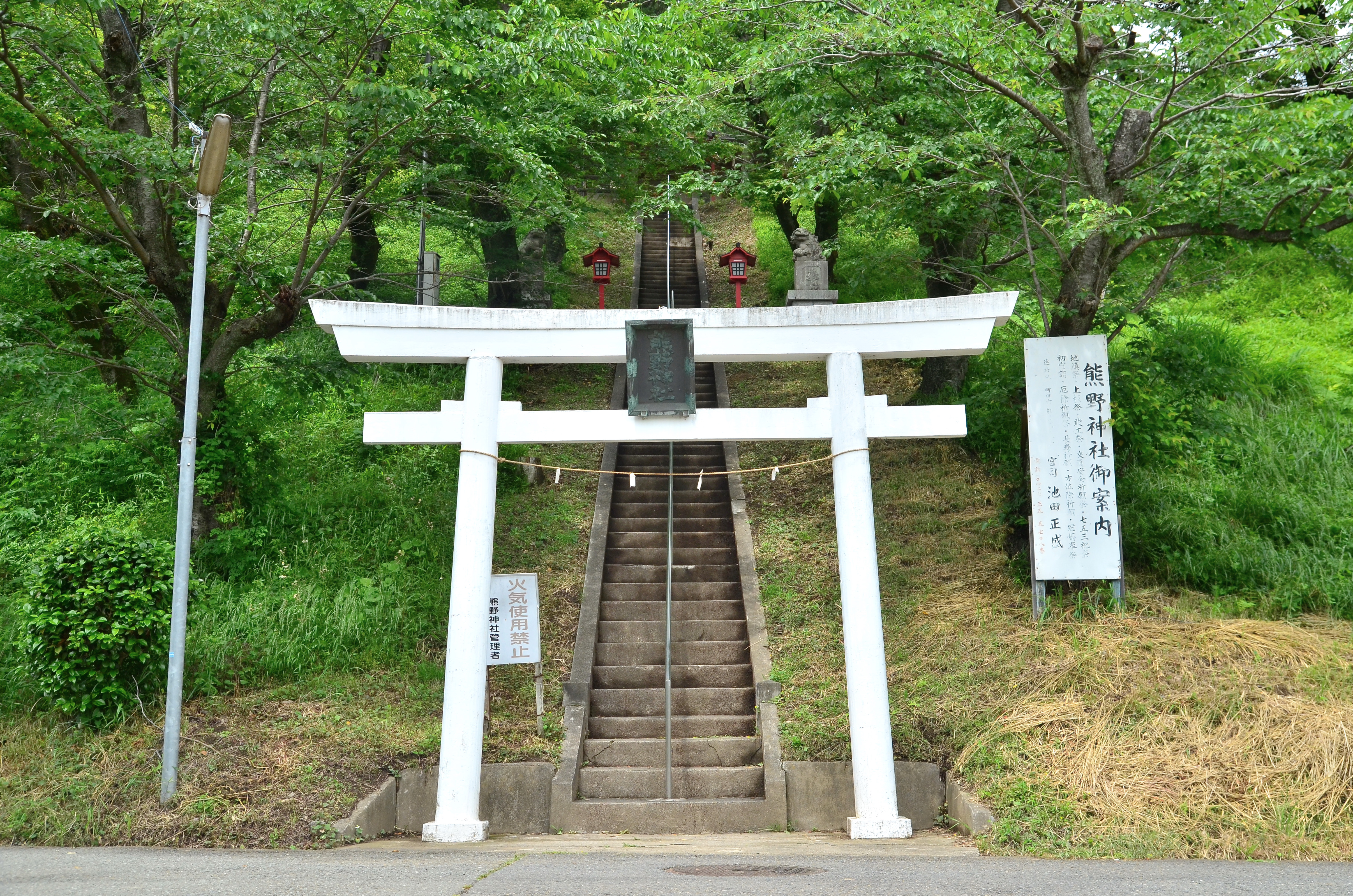
寺家熊野神社

- 熊野神社

## その他

### 日本郵便
- 郵便番号 : 227-0031[3]（集配局：青葉郵便局[22]）

### 警察
町内の警察の管轄区域は以下の通りである。
| 番・番地等 | 警察署     | 交番・駐在所 |
| ---------- | ---------- | ------------ |
| 全域       | 青葉警察署 | 鴨志田交番   |